# 人類冠狀病毒OC43
人類冠狀病毒OC43（Human coronavirus OC43、HCoV-OC43）是乙型冠狀病毒屬的一種病毒，與同屬的人類冠狀病毒HKU1以及甲型冠狀病毒屬的人類冠狀病毒NL63和人類冠狀病毒229E同為能感染人類呼吸道、造成普通感冒的四種冠狀病毒，於1967年從感冒病患的鼻咽分泌物中被分離發現，是第二個被發現能感染人類的冠狀病毒。
乙型冠狀病毒屬中，人類冠狀病毒OC43與猪凝血性脑脊髓炎病毒（Porcine Hemagglutinating Encephalomyelitis Virus、PHEV）和牛冠狀病毒的關係較為接近，這些病毒被國際病毒分類委員會歸為同種，合稱乙型冠狀病毒1型（Betacoronavirus 1）。乙型冠狀病毒屬1型的病毒皆以9-O-乙酰基唾液酸（9-O-acetylated sialic acids、9-O-Ac-Sias）為受體感染細胞。

## 基因組
人類冠狀病毒OC43為正鏈單股RNA病毒，具有外膜，其基因組長約30700nt，編碼冠狀病毒皆有的複製酶（1a/1b）和刺突蛋白（S）、膜蛋白（M）、外膜蛋白（E）與衣殼蛋白（N）等四種結構蛋白，此外在複製酶與刺突蛋白的開放閱讀框（ORF）中間有編碼血凝素酯酶（HE）與一輔助蛋白ns2的ORF，且在刺突蛋白與外膜蛋白的ORF間有另一編碼輔助蛋白ns12.9的ORF，牛冠狀病毒在此區尚有編碼另一輔助蛋白ns4.9的ORF，但OC43病毒該區序列發生了缺失而闕如；另外OC43病毒的衣殼蛋白開放閱讀框中有Ia與Ib兩個較小的ORF，而牛冠狀病毒在此處則是具有一個完整的ORF。

## 演化
刺突蛋白序列的分子鐘分析顯示OC43病毒與牛冠狀病毒約於1890年左右從共同祖先分家，有學者提出假說指當時爆發的流感疫情可能即是OC43病毒引起，而非流感病毒所致。OC43病毒與牛冠狀病毒雖序列相似度高達96.6%，但無證據顯示OC43病毒可感染牛隻，亦無證據顯示牛冠狀病毒可感染人類。乙型冠狀病毒屬1型的多數病毒可同時以表面的刺突蛋白（S）和血凝素酯酶（HE）結合宿主細胞表面的唾液酸，隨後血凝素酯酶可將唾液酸分解，進而造成感染，但OC43病毒演化的過程中，血凝素酯酶和唾液酸的結合能力漸喪失，僅以刺突蛋白結合唾液酸，此結合模式的改變又造成前者分解唾液酸的能力亦大幅受限，這種現象可能是OC43病毒對人類呼吸道環境的適應機制，而受體結合模式的差異也造成不同病毒間跨物種感染的困難。同屬的另一種冠狀病毒人類冠狀病毒HKU1也有此現象。
人類冠狀病毒OC43傳統上可分為A–E五種基因型，其中1967年最早發現的株系VR759為A型，D型為B型與C型產生，E型為B型、C型與D型重組產生。2017年又有研究人員發表了此病毒兩種新的基因型F型與G型。

## 感染
人類冠狀病毒OC43與另外三種造成普通感冒的冠狀病毒一樣，一般僅感染上呼吸道，潛伏期為2–5天，症狀與人類冠狀病毒229E的感染相同，包括身體不適、頭痛、流鼻水與喉嚨痛等，有10%–20%的病患會出現咳嗽與發燒的症狀。另外有一些報導指此病毒可能可感染神經組織，例如感染老鼠的神經組織造成腦炎，並可造成人類神經元細胞株的感染。2016年，一名患病毒性腦炎而病逝的十一個月大男童腦組織中檢測出了此病毒。